# Карл Вундерліх (підводник)
Карл Вундерліх (нім. Karl Wunderlich; 28 травня 1911, Гефель — 11 березня 1944) — німецький офіцер-підводник, оберлейтенант-цур-зее резерву крігсмаріне (1 січня 1944).

## Біографія
Служив на торговому флоті. 19 лютого 1941 року вступив в крігсмаріне. З 19 лютого 1941 по 3 квітня 1942 року — практикант і вахтовий офіцер на підводному човні U-106, на якому взяв участь у чотирьох походах, під час яких були потоплені 14 кораблів загальною водотоннажністю 93 744 тонн і пошкоджені 4 кораблі (47 341 тонна). З 4 квітня 1942 року — 2-й вахтовий офіцер на U-29. 27 травня 1942 року направлений на будівництво U-628. З 8 червня по 5 липня 1942 року пройшов курс зв'язку для офіцерів-підводників, з 6 липня по 12 вересня — курс фельдфебеля. З 13 вересня 1942 року — 2-й вахтовий офіцер на U-628, на якому взяв участь у трьох походах, під час яких були потоплені 4 кораблі (21 765 тонн) і пошкоджені 3 кораблі (20 550 тонн). З 7 червня по 31 липня 1943 року пройшов курс офіцера-торпедиста. 1 серпня 1943 року переданий в розпорядження 24-ї флотилії. 9-31 серпня 1943 року пройшов курс ППО, з 1 вересня по 10 жовтня — курс командира човна. З 11 жовтня 1943 року — командир підводного човна UIT-22. 26 січня 1944 року вийшов у свій перший і останній похід. 11 березня 1944 року човен був потоплений поблизу мису Доброї Надії британською ескадрильєю з трьох летючих човнів PBY «Каталіна». Всі 43 члени екіпажу загинули.

## Звання
- Зондерфюрер-штурман (19 лютого 1941)
- Штурмансмат резерву (1 січня 1942)
- Штурман резерву (1 квітня 1942)
- Оберштурман резерву (1 вересня 1942)
- Лейтенант-цур-зее резерву (1 січня 1943)
- Оберлейтенант-цур-зее резерву (1 жовтня 1943)

## Нагороди
- Нагрудний знак підводника (19 червня 1941)
- Залізний хрест
  - 2-го класу (11 липня 1941)
  - 1-го класу (25 лютого 1942)